# Supercopa d'Europa de futbol 1982
La Supercopa d'Europa de futbol 1982 va ser jugada entre els campions de la Copa d'Europa, l'Aston Villa F.C., i els campions de la Recopa d'Europa, el FC Barcelona. La competició va ser a doble partit el gener de 1983. L'anada la va guanyar el F.C. Barcelona per 1 a 0 al Camp Nou. El partit de tornada va ser guanyat per l'Aston Villa per 3 a 0 en la pròrroga. L'Aston Villa va ser el campió amb un resultat global de 3 a 1.

## Partits

### Anada
| FC Barcelona      | 1 – 0 | Aston Villa FC |
| ----------------- | ----- | -------------- |
| Marcos Alonso 52' |       |                |

| FC BARCELONA:  |  |                |     |
|                |  |                |     |
| PO             |  | Urruti         |     |
| DF             |  | Sánchez        |     |
| DF             |  | Migueli        |     |
| DF             |  | Julio Alberto  |     |
| DF             |  | Perico Alonso  | 75' |
| CC             |  | Alexanco       |     |
| CC             |  | Marcos Alonso  |     |
| CC             |  | Bernd Schuster |     |
| DV             |  | Quini          | 65' |
| DV             |  | Víctor         |     |
| DV             |  | Carrasco       |     |
| Substitucions: |  |                |     |
| DV             |  | Pichi Alonso   | 65' |
| DF             |  | Urbano         | 75' |
| Entrenador:    |  |                |     |
| Udo Lattek     |  |                |     |

| ASTON VILLA:   |  |          |     |
|                |  |          |     |
| PO             |  | Spink    |     |
| DF             |  | Jones    | 35' |
| DF             |  | Williams |     |
| DF             |  | Evans    |     |
| DF             |  | McNaught |     |
| CC             |  | Mortimer |     |
| CC             |  | Bremner  |     |
| CC             |  | Shaw     |     |
| CC             |  | Withe    |     |
| DV             |  | Cowans   |     |
| DV             |  | Morley   |     |
| Substitucions: |  |          |     |
| DF             |  | Gibson   | 86' |
| Entrenador:    |  |          |     |
| Tony Barton    |  |          |     |

### Tornada
| Aston Villa FC                                | 3 – 0 (pròrroga) | FC Barcelona |
| --------------------------------------------- | ---------------- | ------------ |
| Shaw 80' · Cowans 100', pen.' · McNaught 104' |                  |              |

| ASTON VILLA:   |  |          |     |                                          |
|                |  |          |     |                                          |
| PO             |  | Spink    |     |                                          |
| DF             |  | Williams |     |                                          |
| DF             |  | Evans    |     | Amonestat · Doble amonestació · Expulsat |
| DF             |  | McNaught |     | Amonestat                                |
| DF             |  | Gibson   |     | Amonestat                                |
| CC             |  | Bremner  |     |                                          |
| CC             |  | Blair    |     |                                          |
| CC             |  | Cowans   |     |                                          |
| CC             |  | Shaw     | 88' |                                          |
| DV             |  | Withe    |     |                                          |
| DV             |  | Morley   | 76' |                                          |
| Substitucions: |  |          |     |                                          |
| CC             |  | Walters  | 76' |                                          |
| DV             |  | Burck    | 88' |                                          |
| Entrenador:    |  |          |     |                                          |
| Tony Barton    |  |          |     |                                          |

| FC BARCELONA:  |  |                |         |                                          |
|                |  |                |         |                                          |
| PO             |  | Urruti         |         | Amonestat                                |
| DF             |  | Sánchez        |         |                                          |
| DF             |  | Migueli        |         |                                          |
| DF             |  | Alexanco       |         | Amonestat                                |
| DF             |  | Julio Alberto  |         | Amonestat · Doble amonestació · Expulsat |
| CC             |  | Perico Alonso  |         | Amonestat                                |
| CC             |  | Bernd Schuster |         | Amonestat                                |
| CC             |  | Víctor         |         |                                          |
| CC             |  | Marcos Alonso  |         | Expulsat                                 |
| DV             |  | Urbano         |         | Amonestat                                |
| DV             |  | Carrasco       | 30'     |                                          |
| Substitucions: |  |                |         |                                          |
| DV             |  | Quini          | 30' 55' |                                          |
| DV             |  | Manolo         | 55'     | Amonestat                                |
| Entrenador:    |  |                |         |                                          |
| Udo Lattek     |  |                |         |                                          |

L'Aston Villa va guanyar amb un resultat global de 3 a 1.
| Supercopa d'Europa 1982     |
| --------------------------- |
| England                     |
| Aston Villa FC Primer títol |